# Centrum Rozwoju Ekonomicznego Warmii
Ogólnopolskie Stowarzyszenie Centrum Rozwoju Ekonomicznego Warmii z siedzibą we Fromborku powstało w 1998. Jednym z głównych celów statutowych jest odbudowa Kanału Kopernika. Na mocy decyzji nr 14/2004 z dnia 13 stycznia 2004, wydanej przez Wojewódzki Urząd Ochrony Zabytków w Olsztynie Delegatura w Elblągu, Stowarzyszenie prowadzi obecnie prace mające na celu oczyszczenie Kanału Kopernika z drzew, krzewów i wielogatunkowego porostu. Ważną inicjatywą i przedsięwzięciem było opracowanie i realizacja Programu Specjalnego dla Gminy Lelkowo (lata 1998-1999). Główny oddział Stowarzyszenia znajduje się w Elblągu.